# Le Chemin des écoliers (roman)
Pour les articles homonymes, voir Le Chemin des écoliers.
Le Chemin des écoliers est un roman de Marcel Aymé, paru en feuilleton du 31 janvier au 19 juin 1946 dans  La Bataille puis publié chez Gallimard à Paris.

## Résumé
Sous couvert de raconter l'histoire de Monsieur Michaud, d'Antoine Michaud (son fils) et de Paul Tiercelin, deux écoliers, Marcel Aymé dépeint la vie parisienne sous l’occupation allemande. Patriotisme, résistance, collaboration, marché noir et filles de joie sont les thèmes abordés.

« Un père de famille de cinquante-cinq ans, tendre, scrupuleux, généreusement emporté, a perdu dix kilogrammes entre 1940 et 1942 et en regagne douze au cours des deux dernières années de l'Occupation.
Le Chemin des écoliers, c'est le roman de cet homme-là...
Les Écoliers dont il est question dans le livre ne sont guère que des instruments de la Providence, mais celle-ci les traite avec la considération et l'amitié dues à leur jeune âge. »

— Extrait de la prière d'insérer de Marcel Aymé.

## Personnages principaux
- Monsieur Michaud : Il est le fondateur et associé de la Société de Gérance des fortunes immobilières de Paris  avec Etienne Lolivier. Sa femme s'appelle Hélène et ses trois enfants Frédéric, Antoine et Pierrette.
- Antoine Michaud : Deuxième enfant de la famille Michaud, il a seize ans lorsque se déroule l'histoire et doit passer son bac à la fin de l'année. Il est l'amant d'Yvette, une femme mariée de douze ans son aînée, qu'il entretient grâce à ses affaires très lucratives dans le marché noir.
- Paul Tiercelin : Fils du gérant d'un restaurant haut de gamme et très impliqué dans le marché noir, Paul est le meilleur ami d'Antoine et passe également son bac en fin d'année. C'est lui qui introduit Antoine dans le trafic de marchandises et qui lui fait rencontrer Yvette. Présenté comme moins doué mais plus raisonnable, il se rend compte qu'Antoine et lui gâchent leurs études par leurs fréquentations. Il tente donc de faire prendre conscience à Antoine qu'il doit quitter Yvette qui profite de lui.
- Yvette Grandmaison : Son mari soldat étant prisonnier des allemands, elle se retrouve seule avec sa fille de six ans, surnommée Chou. Elle séduit donc Antoine qui lui permet d'avoir un train de vie élevé grâce à ses revenus illégaux.

## Éditions
- 1946 -  Le Chemin des écoliers, Librairie Gallimard, Collection blanche, Éditions de la Nouvelle Revue Française
- 2001 - Le Chemin des écoliers, in "Œuvres romanesques complètes", Tome III, Gallimard, Bibliothèque de la Pléiade, Édition publiée sous la direction de Michel Lécureur,  (ISBN 2-07-011473-2)

## Adaptations
- Le Chemin des écoliers (1959) film de Michel Boisrond avec Françoise Arnoul, Bourvil, Lino Ventura, Alain Delon.